# ۸۰۶ (خورشیدی)
۸۰۶ هشتصد و ششمین سال هجری خورشیدی است.